# 7-Eleven
7-Eleven, Inc. — американская компания, управляющая сетью магазинов шаговой доступности в США и Канаде (более 13 тысяч точек по состоянию на февраль 2025 года). Штаб-квартира расположена в Ирвинге (штат Техас). Является дочерней компанией японской группы Seven & I Holdings.

## История

Первый японский магазин 7-Eleven, открытый в Токио в 1974 году

В 1927 году в Далласе (Техас) была создана Southland Ice Company, производившая лёд для домохозяйств, не имевших холодильников. У компании было 8 заводов по производству льда и 21 склад для розничной торговли. По идее Джона Джефферсона Грина и Джо С. Томпсона было решено использовать склады для продажи не только льда, но и других товаров — молока, яиц и хлеба. Для привлечения покупателей у входа в магазины были вкопаны тотемные столбы; сеть магазинов первоначально называлась Tote’m Stores (от англ. totem — «тотем» и tote — «нести», «транспортировать»). В 1931 году Southland Ice Company подала заявление о неплатежеспособности, выйти из процедуры банкротства ей помог техасский банкир Уильям Уорд Овертон. После преодоления кризиса продажи компании начали быстро расти, особенно после отмены «сухого закона» в 1933 году. В 1936 году был построен собственный молокозавод Oak Farms Dairies. К 1939 году число магазинов выросло до 60. В годы Второй мировой войны компания стала главным поставщиком льда и продуктов для военной базы Форт-Кавасос. Этот крупный подряд позволил поглотить конкурента и стать крупнейшим поставщиком льда в Далласе, а покупка в 1947 году Texas Public Utilities сделала компанию лидером рынка во всём Техасе.
Поскольку магазины компании работали с 7 утра до 11 вечера, в 1946 году было решено переименовать сеть в 7-Eleven. В конце 1950-х годов сеть начала выход за пределы Техаса — были открыты первые магазины в штатах Виргиния, Мэриленд и Пенсильвания. В 1961 году компания была зарегистрирована под названием The Southland Corporation и начала рост за счёт поглощений других торговых сетей и производителей молокопродуктов. В 1962 году 7-Eleven в качестве эксперимента перевела один из магазинов в Остине (штат Техас) на круглосуточный режим работы, а уже в следующем году круглосуточные магазины были открыты в Лас-Вегасе, Форт-Уэрте и Далласе. С 1963 года компания начала применять франчайзинг. В 1965 году начались продажи напитка из ароматизированного льда Slurpee. В 1965 году число магазинов составляло 1519, а к 1969 году выросло до 3537. В 1969 году состоялся выход на рынок Канады. Большинство новых магазинов работали круглосуточно, несмотря на проблемы с безопасностью и текучестью кадров. В 1971 году оборот сети 7-Eleven достиг 1 млрд долларов.
В 1972 году акции The Southland Corporation начали котироваться на Нью-Йоркской фондовой бирже. В декабре 1973 года японская торговая компания Ito-Yokado приобрела лицензию на развитие сети 7-Eleven в Японии. В 1974 году был открыт 5000-й магазин 7-Eleven, к этому времени у компании было более тысячи магазинов в Великобритании (купленная сеть Cavenham), 75 магазинов в Канаде и 4 супермаркета в Мексике. В 1976 году в сети начали продаваться напитки в больших стаканах Big Gulp объёмом 32 унции (около 1 литра). В 1978 году была куплена калифорнийская сеть магазинов автозапчастей Chief Auto Parts. Многие магазины компании имели автозаправки, поэтому в 1983 году было решено купить нефтяную компанию Citgo Petroleum Corporation, за неё было уплачено 780 млн долларов. Покупка оказалась неудачной и несвоевременной из-за падения цен на нефть; в сентябре 1986 года 50-процентная доля в Citgo была продана венесуэльской нефтяной компании PDVSA. В 1987 году Southland приобрела сеть магазинов High’s Dairy Store в Мэриленде, Виргинии и в городе Вашингтоне; многие из них были переоборудованы в «7-11».
В 1987 году канадский корпоративный рейдер Сэмюэл Бельцберг попытался совершить враждебное поглощение Southland Corporation. Для сохранения контроля над компанией братья Томпсон (внуки одного из основателей) вынуждены были выкупить акции, обращавшиеся на бирже. Выкуп акций обошёлся 4,9 млрд долларов; для того, чтобы собрать такие средства, пришлось продать сеть Chief Auto Parts, молокозаводы, заводы льда и другие производственные предприятия, 1000 магазинов, а также выпустить облигации под высокий процент. Положение компании осложняли экономический спад в США и рост конкуренции со стороны магазинов при автозаправках. В 1990 году была продана оставшаяся доля в Citgo. Эти меры не помогли, в октябре 1990 года компания объявила дефолт по своим облигациям на сумму 1,8 млрд долларов, таким образом, второй раз в своей истории столкнувшись с процедурой банкротства.
По итогам реорганизации 70 % акций Southland Corporation оказалось у японского холдинга IYG Holding Company, контролируемого компаниями Ito-Yokado и Seven-Eleven Japan. В 1992 году дистрибьюторские центры были проданы McLane Company (в то время это была дочерняя структура Walmart); McLane стала поставщиком товаров для всех 5700 магазинов 7-Eleven в США. В апреле 1999 года Southland Corporation сменила название на 7-Eleven, Inc. В 2003 году общее число магазинов достигло 25 тыс. В 2005 году в Японии была создана холдинговая компания Seven & I Holdings, с ноября 2005 года 7-Eleven, Inc. является её полностью контролируемой дочерней структурой. В ноябре 2009 года компания объявила о начале выпуска двух собственных марок недорогого вина в США (под брендом Yosemite Road) и Японии.
В 2018 году компания начала приобретать магазины сети Stripes Convenience Stores, к началу 2024 года сеть была поглощена полностью. В марте 2020 года в некоторых магазинах были открыты мини-рестораны Raise the Roost Chicken & Biscuits, подающие блюда из курятины и десерты. В мае 2021 года была куплена сеть из 3800 магазинов с автозаправкам Speedway, принадлежавшая Marathon Petroleum, стоимость сделки составила 21 млрд долларов.

## Деятельность
Оборот сети 7-Eleven в США и Канаде (включая франчайзи) в 2024 году составил 69,2 млрд долларов. Оборот компании составил 56,8 млрд долларов, из них на продажу товаров пришлось 11,6 млрд долларов, на продажу горючего — 42,1 млрд долларов, роялти от франчайзи — 2,8 млрд долларов, другие доходы — 3,1 млрд долларов. Средний суточный выторг 1 магазина составил 5657 долларов.
По состоянию на февраль 2025 года у компании было 12 963 магазинов, из них 12 406 в США и 557 в Канаде; на Гавайях было 67 магазинов, но они принадлежат японской Seven-Eleven Japan. В собственности компании было 5734 магазина, а по договору франчайзинга работало 7229 магазинов. От общего числа магазинов 8314 имели автозаправочные станции.

## Маркетинговые стратегии

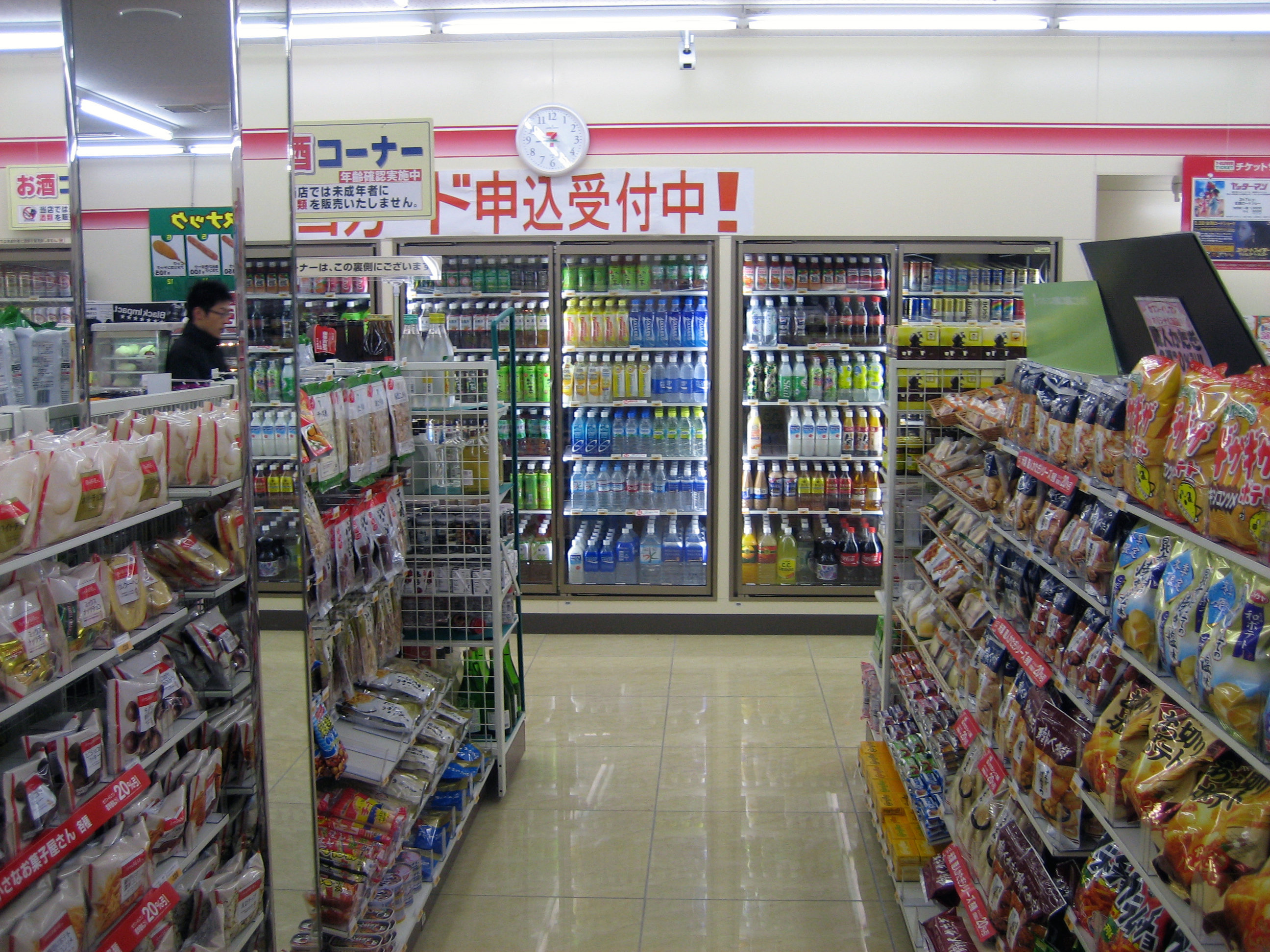
В японском магазине 7-Eleven

11 июля в Соединённых Штатах отмечают как «День 7-11». В течение этого дня в магазинах, принимающих участие в акции, более чем тысяче посетителей бесплатно выдают стаканчик напитка Slurpee объёмом 0,22 литра (7,11 унции) на их выбор. В Австралии и других странах, где используется другой формат написания даты, «День 7-11» отмечается 7 ноября.
«Команда велосипедистов 7-Eleven» — один из первых примеров спортивных проектов корпорации. Позднее она стала «Командой велосипедистов Motorola». Она была основана в 1981 году профессиональным американским велосипедистом, в прошлом участником Олимпийских Игр, Джимом Очовицем. С 1990 года команда выступала под флагом 7-Eleven, с 1996 под флагом Motorola.

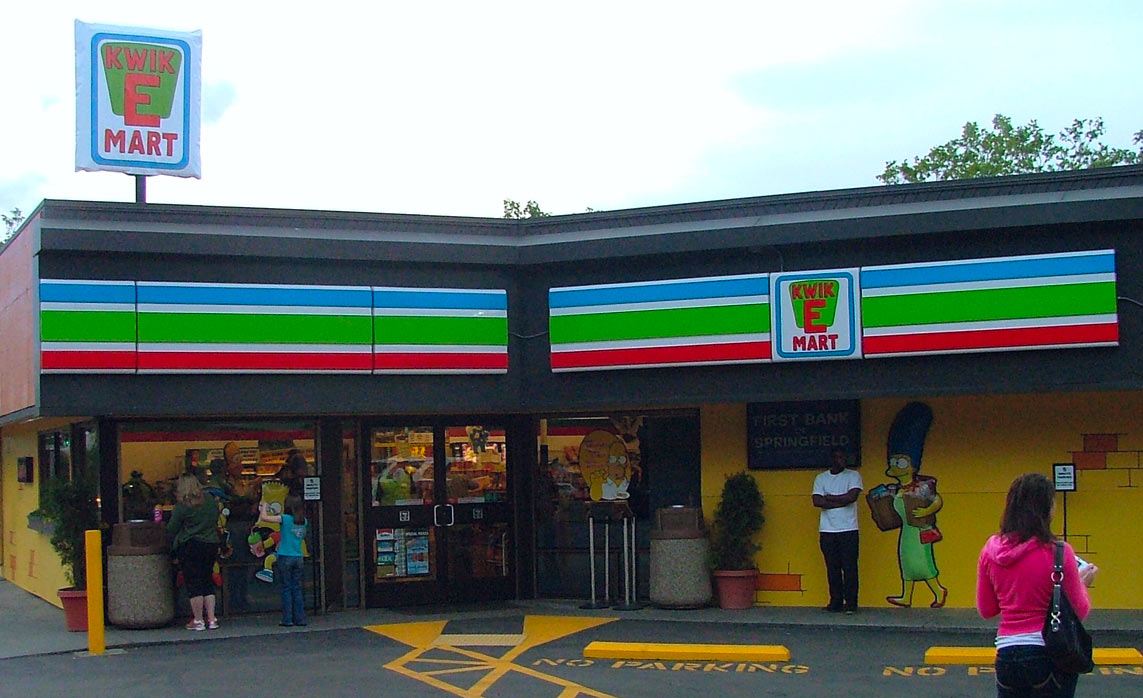
Магазин «7-Eleven» в Сиэтле, переделанный в магазин «На скорую руку» (Kwik-E-Mart)

В ноябре 2006 года компания объявила о своем намерении стать генеральным спонсором баскетбольного клуба «Даллас Маверикс» на следующие 3 сезона, а также основным спонсором их «Уличной команды».
Начиная с сезона 2007 года было заключено соглашение с бейсбольной командой «Чикаго Уайт Сокс» о том, чтобы её домашние вечерние матчи начинались в 7:11 по среднеамериканскому времени. В соответствии с контрактом, клубу выплатили 1,5 млн долларов за то, чтобы в течение следующих 3 лет время начала еженедельных вечерних матчей было перенесено на 4 минуты по отношению к традиционному 7:07 вечера.
В преддверии выхода в июле 2007 года мультфильма «Симпсоны в кино» 12 североамериканских магазинов были переделаны в магазин «На скорую руку» (Kwik-E-Mart). В этих магазинах, как и в более чем 6000 других 7-Eleven по всей Северной Америке, продавалась Buzz Cola и множество других продуктов, придуманных авторами фильма. Кроме того, множество обычных продуктов, таких как кофе и сэндвичи, продавались в упаковках в стилистике Симпсонов, на эту же тему проводились многочисленные конкурсы и розыгрыши призов. Этот проект оказался настолько популярным, что многие фанаты «Симпсонов» проезжали сотни километров до ближайшего магазина Kwik-E-Mart. Прибыль этих магазинов была на 30 % больше, чем обычных 7-Eleven.

## 7-Eleven в разных странах мира

### Австралия
Первый 7-Eleven в Австралии был открыт 24 августа 1977 года в Окли (Oakleigh), пригороде Мельбурна. В стране в начале 2025 года работало 747 магазинов в штатах Виктория, Новый Южный Уэльс и Квинсленд, главным образом в крупных городах и их окрестностях. Магазины в пригородной зоне часто совмещены с автозаправочными станциями. Первоначально магазины в Австралии работали по франчайзингу, но в 2024 году были куплены 7-Eleven International, контролируемой Seven & i Holdings.
Магазины предлагают подарочные карты предоплаты VISA, ежедневные газеты, напитки, сладости, снэки, а также свежие полуфабрикаты, сэндвичи, пирожные и сосиски под собственным брендом, которые поставляются в магазины ежедневно.
Сеть также заключила соглашение с банком Bankwest об установке банкоматов в каждом магазине.
7 ноября бесплатный напиток Slurpee получает каждый покупатель, который пожелает кассиру «Счастливого Дня 7-Eleven» с 7 утра до 14:11. Этот день стал неофициально известен как «День 7-11».

### Япония

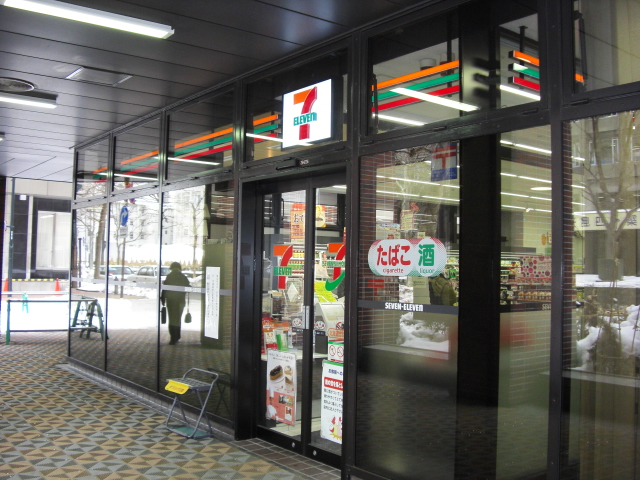
7-Eleven в Саппоро (Япония)

В Японии больше магазинов 7-Eleven, чем где бы то ни было в мире, ими управляет компания Seven-Eleven Japan. Из 85 816 магазинов по всему миру в Японии находится 21 733, причём 2913 расположены в Токио. Японские магазины отличаются от американских большим ассортиментом товаров и услуг. Они предлагают не только еду, напитки и журналы, но и большой выбор дисков с играми, музыкой и фильмами, кардридеры и многое другое. Ежегодно на полках появляются сезонные товары: рождественские пироги, шоколадки ко дню Святого Валентина, петарды и фейерверки. Напитки Slurpee и Big Gulp также вошли в ассортимент в 1980 году, но через несколько лет пропали из магазинов.
1 сентября 2005 года была основана компания Seven & I Holdings, ставшая холдинговой компанией для 7-Eleven, Ito Yokado и японского отделения Denny’s.

### Тайвань

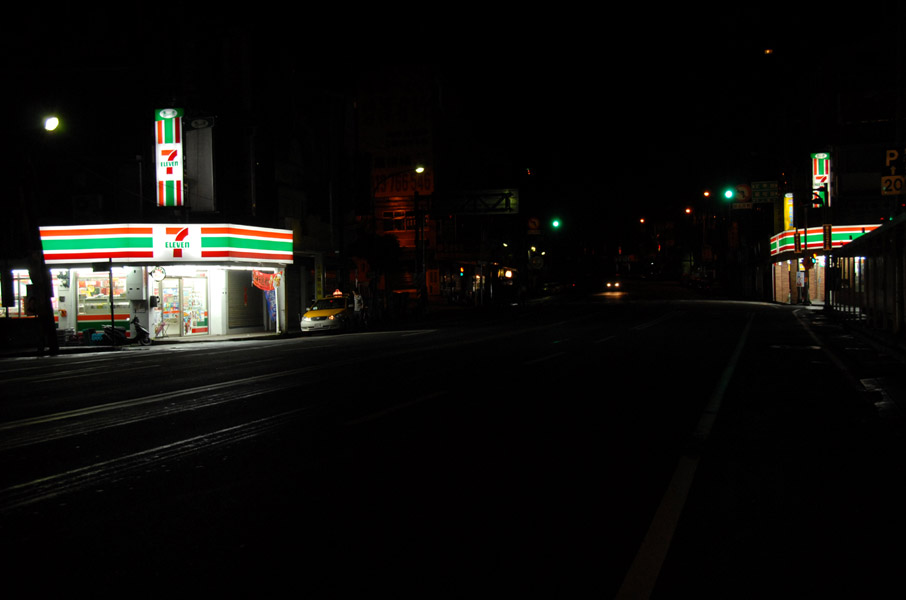
На Тайване самая большая после Гонконга плотность 7-Eleven в мире. Здесь совершенно не удивительно, если 2 магазина 7-Eleven находятся прямо напротив друг друга, через дорогу

На Тайване 7-Eleven — самая популярная сеть круглосуточных магазинов, и принадлежит она Uni-President Chain Store. Первый магазин был открыт в 1980 году, к началу 2025 года их было 7077. По количеству магазинов Тайвань занимает 5-е место в мире после Японии, Таиланда, США и Руспублики Корея. Однако в связи с этим на Тайване на один магазин 7-Eleven приходится наименьшее количество потенциальных покупателей, всего 6200 (для сравнения, в Японии на 1 магазин приходится 14 946 потенциальных клиентов, в США — 48 359).

### Малайзия
Все малайзийские 7-Eleven принадлежали компании 7-Eleven Malaysia Sdn. Bhd., которая к январю 2025 года открыла 2635 магазинов. Начиная с 4 июня 1984 года она стала частью Berjaya Corporation.

### Филиппины
На Филиппинах эта сеть принадлежит компании Philippine Seven Corporation (PSC). Первый магазин был открыт в 1984 году, а в 2000 году тайваньская корпорация President Chain Store Corporation (PCSC), также работающая по лицензии 7-Eleven, приобрела контрольный пакет акций PSC. таким образом был создан стратегически важный альянс круглосуточных магазинов данного региона.

### Сингапур

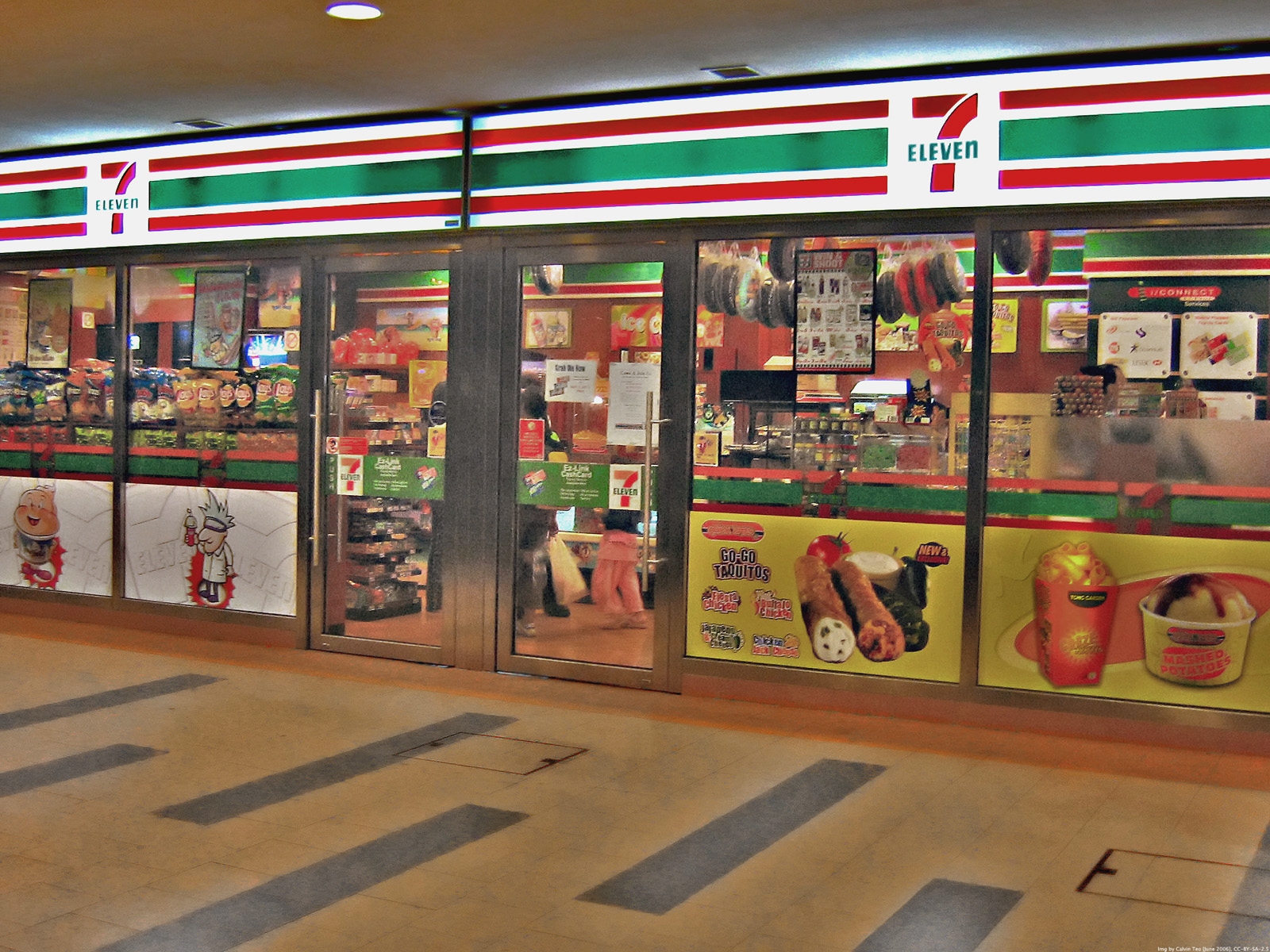
7-Eleven в Сингапуре

В Сингапуре 7-Eleven крупнейшая сеть круглосуточных магазинов. В начале 2025 года по всей стране насчитывалось 467 торговых точек. Сингапурские магазины управляются компанией Dairy Farm International Holdings, работающей по франшизе 7-Eleven.
Первый магазин сети был открыт в 1983 году групрой Jardine Matheson. Затем, в 1989 году, лицензия была передана Cold Storage Singapore, дочернему предприятию Jardine Matheson. Было заключено соглашение с топливной компанией Shell об открытии магазинов сети на каждой заправочной станции.
Практически все магазины в Сингапуре работают круглосуточно, за исключением находящихся в центре Biopolis, в больницах, станциях MRT, некоторых торговых центрах, Раффлезском Юношеском Колледже, Сингапурском Политехническом, Наньянском технологическом и Республиканском Политехническом университетах, работающих в дневные часы.

### Южная Корея
На южнокорейском рынке круглосуточных магазинов 7-Eleven конкурирует с такими сетями как Mini Stop, GS25, Family Mart, а также с независимыми магазинами. В Корее 12 152 магазина 7-Eleven, таким образом по их количеству страна находится на 4- месте в мире, после Японии, США и Таиланда.

### Таиланд
В Таиланде франшиза принадлежит группе Charoen Pokphand, которая, в свою очередь, продаёт лицензии непосредственным исполнителям. В стране в 2024 году насчитывалось 15 245 магазинов 7-Eleven. Это ставит Таиланд на второе место в мире после Японии.

### Китай
На территории материкового Китая магазины 7-Eleven открыты в таких городах, как Пекин, Шанхай, Тяньцзинь, Шэньчжэнь, Гуанчжоу, Циндао, Чунцин. Сеть существует с 2008 года, но несколько магазинов было открыто уже в 1996 году. Классические для этой сети бренды, такие как Slurpee, слабо представлены или отсутствуют вовсе. Однако они предлагают достаточно широкий выбор горячей еды, включая традиционные китайские баоцзы. Также в продаже освежающие напитки, алкоголь, сладости, периодика и другие товары, типичные для круглосуточного магазина. В феврале 2025 года по всей стране насчитывалось 3645 магазинов 7-Eleven. Изначально планировалось, что пекинские магазины будут работать «с 7 до 11, в соответствии с образом жизни пекинцев», однако сейчас основная их масса всё же перешла на круглосуточный режим работы.

### Гонконг и Макао
В Гонконге права на сеть 7-Eleven с 1981 года принадлежат Dairy Farm International Holdings. Компания открыла свой 711-й магазин 11 июля 2006 года (в День 7-11) в районе Козуэй-Бей. Большинство магазинов расположены в городской зоне, примерно 40 % из них работает по франшизе. В сентябре 2004 года компания Dairy Farm приобрела сеть магазинов Daily Stop, которые располагаются главным образом на станциях гонконгского метрополитена.
В Макао первый магазин был открыт в 2005 году, на 2010 год их насчитывалось более 30.

### Скандинавия

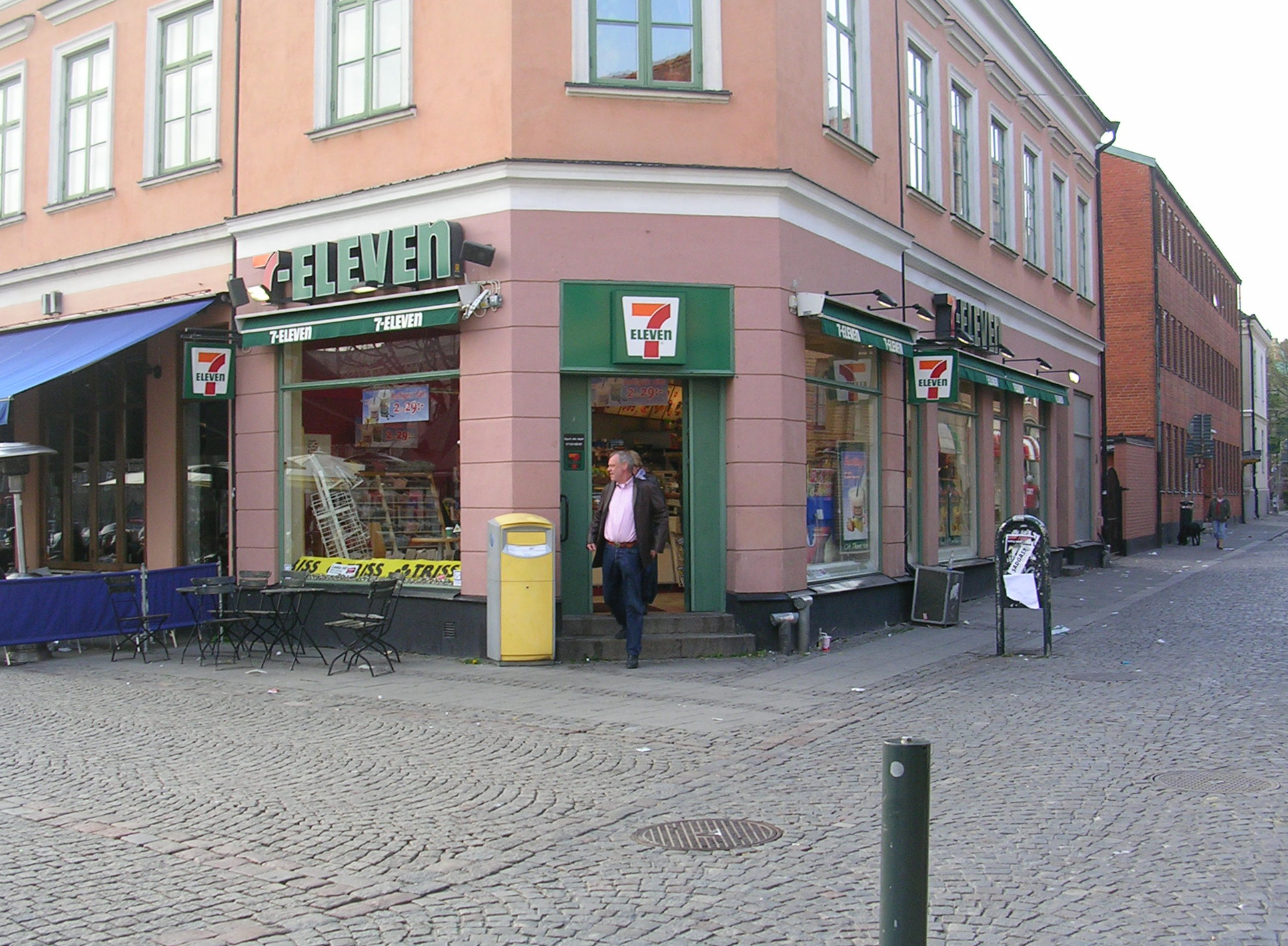
7-Eleven в Лунде (Швеция)

Владельцем франшизы в странах Скандинавии является Reitan Servicehandel, часть норвежской розничной сети Reitan Group. Чаще всего магазины располагаются на углу в центральных районах городов. После того, как компания приобрела в 2006 году сеть заправочных станций HydroTexaco (сейчас YX Energy) в Норвегии и Дании, было объявлено, что некоторые магазины на заправках будут переоборудованы в «7-Eleven».
Первый 7-Eleven в Норвегии был открыт 13 сентября 1986 года в Осло, а к началу 2025 года их количество достигло 113, причём большинство располагались в Осло. В Норвегии, в городе Тромсё, находится самый северный 7-Eleven в мире. При этом на каждый норвежский магазин приходится 47 000 норвежцев (для сравнения, в Канаде на один «7-11» приходится 74 000 жителей).
В Дании первый «7-11» был открыт 14 сентября 1993 года в Остербро, одном из районов Копенгагена. К началу 2025 года по всей стране уже работало 176 магазинов, большинство из которых находятся в Копенгагене, Орхусе, Ольборге, Оденсе.

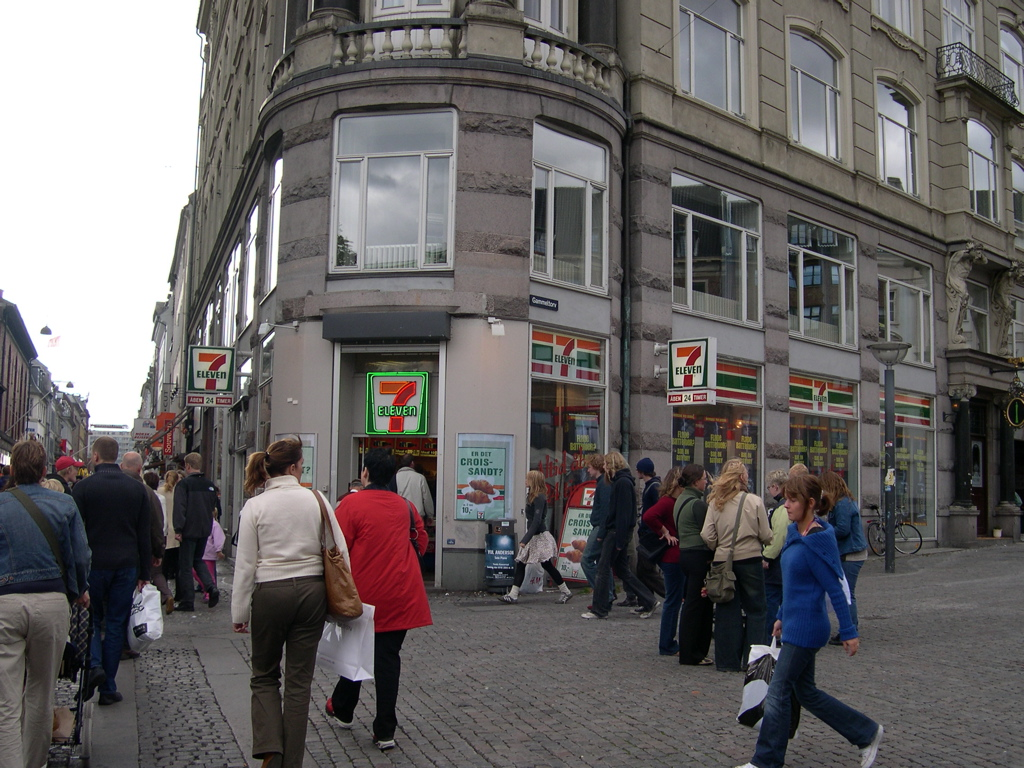
7-Eleven в районе Копенгагена Строгет

В Швеции лицензия «7-11» принадлежит компании Reitan Servicehandel Sverige. В середине 1990-х годов сеть 7-Eleven приобрела плохую репутацию, в результате множество магазинов было продано или закрыто. В этот период магазины существовали только в Стокгольме и Гётеборге. Только в 2001 году «7-11» снова появились на юге страны, когда филиал был открыт в Лунде. К началу 2025 года по всей стране было открыто уже 78 магазинов: большинство в Стокгольме, 16 в Гётеборге, 8 на юге (в том числе 2 в Лунде, 2 в Хельсингборге, 3 в Мальмё и один в аэропорту Мальмё. После того, как 27 августа 2007 года было заключено соглашение с Shell, 112 фирменных продуктовых магазинов, работавших под этим брендом, уже к апрелю 2009 года были переоборудованы в 7-Eleven.

### США
В настоящее время в США работает 12,5 тыс. магазинов «7-11», принадлежащие собственно компании, управляемые по лицензии или франшизе.
Несмотря на свою повсеместность, магазины «7-11» не открываются в некоторых штатах на Среднем Западе и в юго-восточной части страны. Например, «7-11» нет в городе Талса, штат Оклахома, благодаря дружескому соглашению между компанией и сетью круглосуточных магазинов QuikTrip о том, что они не будут конкурировать, работая на одном рынке. В свою очередь, QuikTrip не работают в Оклахома-сити, где «7-11» представлены широко.

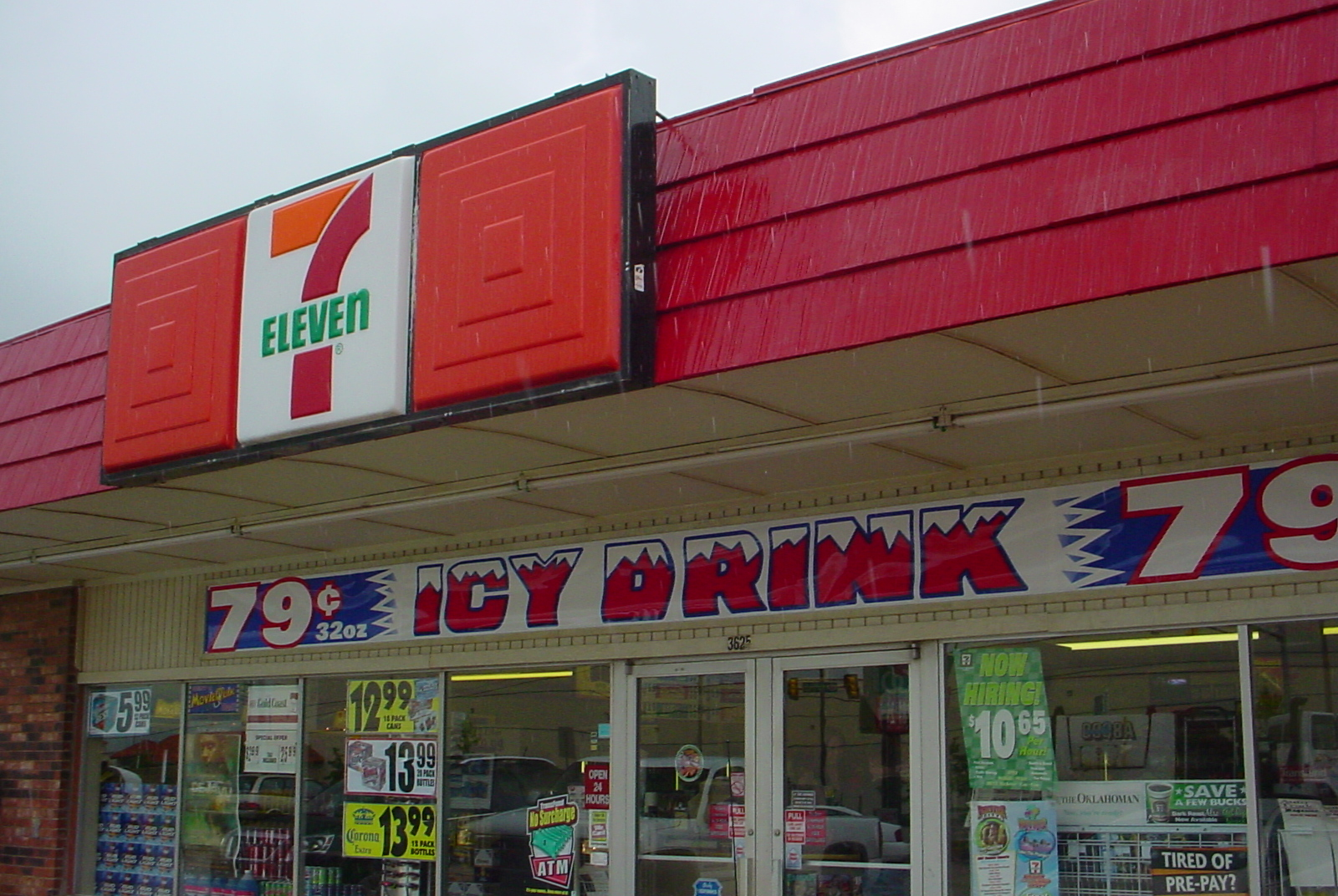
7-Eleven в Оклахома-сити, рекламирующий Icy Drink. Магазины в Оклахоме не продают традиционных брендовых напитков Slurpee

Около 100 магазинов принадлежат семье Уильяма С.Брауна (в настоящий момент компанией руководит его сын Джим Браун) по специальному соглашению 1953 года. Отец Уильяма Брауна был деловым партнером и другом семьи Джона Томпсона. Билл окончил Университет Нотр-Дам и пытался найти регион, подходящий для воплощения в жизнь его идей. В ходе своего путешествия он познакомился с владельцем сети QuikTrip и тот посоветовал Брауну Оклахома-Сити. Первый магазин был открыт в этом городе на 23-й улице. Вначале семья Томпсона владела частью оклахомских магазинов, но к корпорации отношения не имела. Браун же занимался усовершенствованием существующих магазинов и выбором места для новых. Именно его рекламное агентство придумало лозунг «Oh Thank Heaven for 7-Eleven» (спасибо Небесам за «7-11»), которым впоследствии пользовалась сеть в других городах. Оклахомские филиалы имеют ассортимент, несколько отличающийся от ассортимента других американских «7-11», в частности они не продают хот-догов и начо, зато имеют собственный набор выпечки, который называется «Седьмое Небо». Кроме того, благодаря особому соглашению, они могут продавать собственные, не характерные для «7-11», напитки вместо Slurpee и Icy Drink. Единственным негативным последствием заключения такого контракта стала невозможность проводить рекламные акции по всей стране.
На рынке Пенсильвании «7-11» конкурирует с ланкастерской Turkey Hill, филадельфийской Wawa Food Markets и Sheetz из Алтуны. По причине существования последней компании, сеть «7-11» не представлена в Алтуне, State College, Джонстауне, однако широко представлена в окрестностях Питсбурга, где Sheetz также занимает одно из лидирующих положений, равно как и в южной части центральной Пенсильвании, в окрестностях столицы штата Гаррисберга. Также «7-11» отсутствует в некоторых городах штата Техас, несмотря на то, что именно там находится штаб-квартира компании. В Северной Каролине магазины сети встречаются только в северо-восточной части штата, в качестве части Hampton Roads. Похожая ситуация наблюдается и в нескольких других штатах.

#### Партнёрство с Citgo

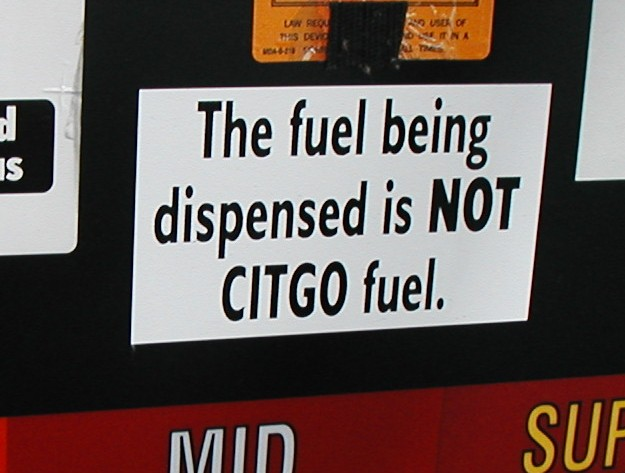
Надпись в 7-Eleven на заправочной станции

В Соединённых Штатах множество магазинов «7-11» расположено на заправочных станциях, принадлежащих компании Citgo, которая в 1983 году была приобретена Southland Corporation (впоследствии, в 1986 году, 50 % акций проданы Petróleos de Venezuela остальные 50 % — в 1990). Несмотря на то, что Citgo быоа генеральным партнерном «7-11», другие топливные компании также сотрудничают с корпорацией, включая Petrofina, Exxon, Marathon Oil, BP и Pennzoil. Alon USA — крупнейшая компания, лицензированная «7-11» в Северной Америке. Позднее, в 2003 году, соглашение с «7-11» заключила компания Pennzoil-Quaker State, поглощенная годом позже Shell.
27 сентября 2006 года 7-Eleven объявила, что двадцатилетний контракт с Citgo подходит к концу и не будет продлён.

### Канада
В Канаде ограниченное количество магазинов расположено на заправках Shell, Petro-Canada и Esso. С ноября 2005 года компания стала предоставлять услуги сотовой связи под названием «7-Eleven Speak Out Wireless». Также в магазинах обычно есть банкомат Canadian Imperial Bank of Commerce. Первый магазин был открыт 29 июня 1969 года в Калгари, а к началу 2025 года их было 557.

### Мексика
В Мексике сеть изначально называлась «Super 7» и только в 1995 году была переименована в «7-Eleven». Если магазины располагаются в старых, классических зданиях, например в историческом центре города, или особо важных зданиях, логотип над главным входом не содержит традиционных цветов. Вместо этого вывеска золотого или серебряного цвета. Главными конкурентами сети в Мексике являются OXXO (FEMSA), Super City (Soriana) и другие. Около 2007 года начата новая экспансия на рынки Мехико и других частей страны, копируя стратегию «OXXO».

## В массовой культуре
В 2019 году в Таиланде стартовал телесериал «Я нашел свою любовь в '7-Eleven'» (I Found Love in 7-11), рассказывающий о буднях работников одного из магазинов сети.